# Stomaco

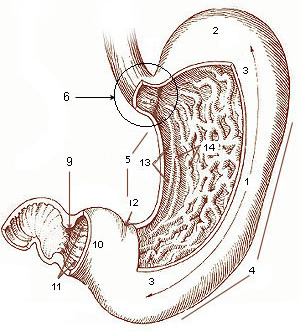
Struttura macroscopica dello stomaco. Esso è costituito da:
1. Grande curvatura
2. Fondo
3. Parete gastrica
4. Corpo
5. Piccola curvatura
6. Orifizio del cardias
7. (manca)
8. (manca)
9. Sfintere pilorico
10. Antro pilorico
11. Canale pilorico e pliche
12. Incisura angolare
13. Canaletti gastrici
14. Rugae

Lo stomaco (in greco antico στόμαχος, stòmachos, da cui il lat. stomachus; in latino anche ventriculus) è un organo dell'apparato digerente situato tra l'esofago e l'intestino tenue che ha la funzione di immagazzinare il cibo e iniziarne la digestione. Il prefisso "gastro-", che identifica i termini medici legati allo stomaco, deriva dal greco γαστήρ, gastèr, «ventre, stomaco».

## Anatomia macroscopica

### Struttura
Lo stomaco umano è un organo addominale muscolo-mucoso, impari e paramediano, a forma di sacco allungato, schiacciato in senso antero-posteriore, che occupa topograficamente le regioni dell'ipocondrio sinistro e dell'epigastrio; tuttavia bisogna sottolineare che esso presenta notevole variabilità di forma e posizione sia tra vivente e cadavere, sia a seconda della costituzione fisica, del suo riempimento e della posizione assunta: esso infatti mostra un maggior asse verticale nel longilineo, mentre nel brevilineo tende ad assumere un maggior asse orizzontale. Presenta all'osservazione una faccia anteriore e una posteriore, un margine destro concavo o piccola curvatura e un margine sinistro convesso o grande curvatura.
La piccola curvatura forma il margine postero-superiore dello stomaco; si estende verso destra e inferiormente per poi risalire più dolcemente a livello dell'incisura angolare e scendere ulteriormente terminando a livello del piloro. Su di essa s'inseriscono anteriormente il legamento epato-gastrico, che connette fegato e stomaco, e che continuando nel legamento epato-duodenale costituisce il piccolo omento.
La grande curvatura è dalle quattro alle cinque volte più lunga della piccola curvatura (circa 40 cm), origina presso l'incisura cardiale per poi risalire formando il margine cupoliforme del fondo dello stomaco, arrivando fino all'esofago, quindi, a partire dall'apice del fondo (il punto di massima convessità, appena sotto il capezzolo) si dirige inferiormente e medialmente fino a raggiungere il solco intermedio, che divide l'antro pilorico dal canale pilorico. La grande curvatura è rivestita anteriormente dal peritoneo, mentre lateralmente, più a sinistra, le due lamine peritoneali anteriore e posteriore si uniscono per creare il legamento gastrolienale, che connette la parete dello stomaco all'ilo splenico. Posteriormente è in rapporto con il corpo e la coda del pancreas, nonché con una porzione del lobo sinistro del fegato; sempre sulla parete della grande curvatura si viene a creare il legamento gastrocolico che espandendosi dalla grande curvatura al colon trasverso, alla flessura colica dx e al duodeno costituisce la radice anteriore del grande omento.
La faccia anteriore o superiore dello stomaco è rivestita dal peritoneo e contrae rapporti con il diaframma, con la milza, determinandone la faccia gastrica, con parte dei lobi sinistro e quadrato del fegato e con il colon trasverso. La faccia posteriore o inferiore dello stomaco contrae rapporti con la ghiandola surrenale sinistra, con il corpo e la coda del pancreas, con l'aorta e le arterie lienali ed epatica, con la vena porta. È completamente rivestita da peritoneo tranne in prossimità del cardias dove è a contatto con il diaframma.
Nello stomaco si riconoscono quattro porzioni principali (fondo, corpo, antro pilorico, canale pilorico) e due orifizi (cardias, piloro).
- Cardias (lat. pars cardiaca): rappresenta l'orifizio che collega stomaco ed esofago, esternamente questa giunzione non è ricoperta da peritoneo e non presenta alcun ispessimento della tonaca muscolare. Il cardias permette il passaggio del cibo imbevuto di saliva (bolo alimentare) in una sola direzione, dall'alto verso il basso, e ne impedisce il reflusso nell'esofago grazie ad una serie di meccanismi quali il mantenimento di un certo tono muscolare e fibre oblique della tonaca muscolare interna dello stomaco che costituiscono una valvola virtuale che occlude il lume. La demarcazione tra l'esofago e lo stomaco è rappresentata dalla linea Z, costituita da una parte di mucosa gastrica che si approfonda per qualche centimetro all'interno del lume esofageo per poi terminare con un profilo zigzagato e dalla struttura squamosa o colonnare. La mucosa del cardias si solleva in rilievi caratteristici dette "rosette mucose" che contribuiscono ad impedire il reflusso gastroesofageo.
- Fondo (lat. fundus ventriculi/stomaci): è una porzione ghiandolare, che si appoggia posteriormente al diaframma, distinguibile tracciando un'immaginaria linea orizzontale a partire dall'incisura cardiale. Corrisponde radiologicamente alla bolla gastrica, ossia alla parte dello stomaco piena d'aria e pertanto radiotrasparente, in quanto non raggiunta dal contrasto radiologico. La sua proiezione sulla parete toracica prende il nome di spazio semilunare di Traube, delimitato inferiormente dal margine inferiore della 9ª cartilagine costale e dal processo xifoideo dello sterno, superiormente dalla 5ª-6ª costa, lateralmente a sinistra dall'arco costale e a destra dal margine anteriore del fegato. La mucosa del fondo dello stomaco possiede pieghe temporanee che scompaiono del tutto quando è disteso.
- Corpo (lat. corpus ventriculi/stomaci): è la porzione più ampia, di forma ghiandolare ad asse verticale, leggermente inclinato a destra, e ristretta in basso. È compreso tra la base del fondo dello stomaco e l'incisura angolare. La mucosa del corpo dello stomaco presenta pieghe gastriche permanenti, diffuse in particolare nelle regioni postero-mediale, mediale e antero-mediale, cioè nella zona prossimale alla piccola curvatura. Le pareti interne della grande curvatura possiedono pieghe dai motivi più contorti e sempre più definite ed in rilievo man mano che ci si sposta dal fondo dello stomaco al confine con l'antro pilorico. Ciò rallenta il passaggio dei liquidi e del bolo alimentare. Si ipotizza che i liquidi possano transitare più velocemente lungo la piccola curvatura rispetto alla grande curvatura, per questo le pieghe della prima formano insieme quella che viene chiamata "via gastrica breve".
- Antro pilorico (lat. pars pylorica): è una porzione di forma cilindrica, che si dirige lateralmente e superiormente rispetto al corpo. È compresa tra l'incisura angolare e il solco intermedio. La sua mucosa interna è per la maggior parte liscia, ma in stato di contrazione si possono notare pieghe rilevanti al confine con il canale pilorico; si tratta di pieghe longitudinali, più simili a quelle della via gastrica breve che non a quelle della grande curvatura.
- Canale pilorico: è una porzione di forma emisferica, compresa tra il solco intermedio e il piloro, si dirige inferiormente e lateralmente rispetto all'antro pilorico.
- Piloro (lat. pylorus): è uno sfintere muscolare che collega lo stomaco al duodeno, la cui posizione è determinabile in base al restringimento del canale pilorico. È formato da fibrocellule muscolari circolari lisce ispessite intrecciate con alcune fibre muscolari oblique.

I gas generati dalla digestione del bolo tendono a risalire e concentrarsi nel fondo dello stomaco, che rappresenta l'area più craniale dell'organo. Nell'uomo lo stomaco ha una capacità di 0,5 L se vuoto, ed ha una capienza media, se completamente pieno, di circa 1-1,5 L. Dopo un pasto normale, generalmente si espande per contenere circa 1 L di bolo, ma può anche arrivare a dilatarsi per contenerne fino a 4 L ed oltre, comprimendo però gli altri organi della cavità addominale, e spesso anche del torace.

### Arterie
Tutte le arterie gastriche principali derivano dal tronco celiaco dell'aorta addominale. Questo si ramifica in 3 grosse arterie, a sinistra l'arteria lienale, a destra l'arteria epatica comune, e sempre a sinistra e verso l'alto l'arteria gastrica sinistra. Grazie al suo ampio e ramificato circolo arterioso, le ischemie allo stomaco sono poco frequenti. Tuttavia, sono possibili numerose variazioni delle arterie gastriche.
- L'arteria gastrica sinistra, a partire dal tronco celiaco, risale sino al cardias, dove si ramifica in un ramo esofageo che sale verso l'esofago, per poi curvare e seguire l'andamento della piccola curvatura dello stomaco, stando all'interno del peritoneo. Lungo la piccola curvatura invia rami sia alla faccia superiore che a quella posteriore dello stomaco, contribuendo quindi alla vascolarizzazione della zona cardiale, talvolta di una piccola parte del fondo dello stomaco e della parte superiore del fondo dello stomaco nelle facce anteriore e posteriore.
- L'arteria gastrica destra è un ramo dell'arteria epatica propria, essa decorre superiormente all'arteria gastroduodenale, per poi scendere a livello del piloro e seguire la piccola curvatura, anastomizzandosi con l'arteria gastrica sinistra. Come l'arteria gastrica sinistra, invia ramificazioni alla parte superiore del canale pilorico, dell'antro pilorico e del corpo dello stomaco, nelle loro facce anteriori e posteriori.
- Le arterie gastriche brevi, in numero variabile da 5 a 7, sono delle piccole arterie che si ramificano a partire dall'arteria lienale, presso l'ilo della milza, esse risalgono fino a portarsi anteriormente e posteriormente al fondo dello stomaco, anastomizzandosi con ramificazioni dell'arteria gastrica sinistra e della gastroepiploica sinistra.
- L'arteria gastroepiploica sinistra è il ramo più grosso dell'arteria lienale e si diparte da questa nella zona inferiore della faccia posteriore della milza, stando all'interno del legamento gastrolienale. Da qui segue l'andamento della grande curvatura dello stomaco inviando ramificazioni alle facce anteriore e posteriore, che si anastomizzano con le arterie gastriche brevi e l'arteria gastrica sinistra. Irrora quindi la parte inferiore del fondo dello stomaco. Alcune sue ramificazioni tuttavia penetrano nel grande omento irrorandone la parte superiore.
- L'arteria gastroepiploica destra è un grosso ramo dell'arteria gastroduodenale. Segue la grande curvatura dello stomaco, inviando ramificazioni anteriormente e posteriormente alla zona inferiore del canale pilorico, dell'antro pilorico e di parte del corpo dello stomaco, per poi anastomizzarsi con l'arteria gastroepiploica sinistra.
- L'arteria gastroduodenale è il ramo principale dell'arteria epatica comune. Decorre inferiormente e posteriormente al piloro e al duodeno, per poi ramificarsi nell'arteria gastroepiploica destra e nell'arteria pancreatico-duodenale antero-superiore.
- Larteria gastrica posteriore non è sempre presente, quando lo è si tratta di un ramo dell'arteria lienale che decorrendo posteriormente al corpo dello stomaco risale sino a ramificarsi nella parte superiore di questo e nel fondo dello stomaco.

### Vene
Le vene gastriche drenano principalmente nella vena porta, nella vena lienale e nella vena mesenterica superiore. Come per le arterie, sono frequenti e numerose le varianti della distribuzione venosa.
- La vena gastrica sinistra drena il sangue della parte addominale dell'esofago, tramite la vena tributaria esofagea, della parte destra del fondo dello stomaco, della parte superiore destra del corpo dello stomaco. Compie una sorta di semicerchio ondulato a partire dalla piccola curvatura, riceve le tributarie esofagee a livello del cardias, per poi passare anteriormente al tronco celiaco, alla vena cava inferiore, discendere, e confluire infine nella vena porta.
- La vena gastrica destra drena il sangue della parte superiore sinistra del corpo dello stomaco, dell'antro pilorico e del canale pilorico. Segue l'andamento della piccola curvatura per poi risalire verticalmente e dirigersi posteriormente verso la vena porta. A livello del piloro accoglie anche il sangue della vena prepilorica.
- Le vene gastriche brevi, in numero di 4-5, drenano il sangue del fondo dello stomaco e di parte del corpo dello stomaco inferiore, per poi confluire nella vena lienale.
- La vena gastroepiploica sinistra drena il sangue della parte inferiore del corpo dello stomaco, nonché alcune porzioni del grande omento. Decorre lungo la grande curvatura e confluisce nella vena gastroepiploica destra, con cui si anastomizza.
- La vena gastroepiploica destra drena il sangue della parte inferiore destra del corpo dello stomaco, dell'antro e del canale pilorico. Decorre lungo la grande curvatura ricevendo il sangue della vena gastroepiploica sinistra, per poi confluire nella vena mesenterica superiore. Può ricevere il sangue della vena pancreaticoduodenale superiore prima di confluire nella mesenterica superiore.
- La vena gastrica posteriore, quando presente (o presenti) decorrono presso l'arteria gastrica posteriore e drenano il sangue della parte posteriore centrale del corpo dello stomaco e di parte del fondo dello stomaco, drenando nella vena lienale.

### Linfa
I vasi linfatici dello stomaco rappresentano una parte della rete linfatica continua presente nella parte superiore dell'addome, in particolare sono in continuità con quelli esofagei e con quelli duodenali, ma anche con quelli pancreatici, epatici e splenici. I vasi linfatici propriamente detti si possono descrivere come distribuiti in tre zone. La prima drena la parte superiore della faccia anteriore e posteriore del fondo, del corpo, dell'antro pilorico e del canale pilorico. Questi vasi confluiscono nei linfonodi cardiali (presso il cardias, all'interno del peritoneo) e nei linfonodi soprapilorici (superiormente al piloro) che a loro volta drenano la linfa nei linfonodi celiaci (anteriormente al tronco celiaco). La seconda drena la parte inferiore delle facce anteriore e posteriore del corpo, dell'antro e del canale pilorico. Questi vasi confluiscono nei linfonodi sottopilorici (posti inferiormente al piloro e alla sua destra) e nei linfonodi gastroepiploici di destra. Una terza zona drena la linfa della parte inferiore sinistra del corpo dello stomaco e la parte sinistra del fondo dello stomaco. I suoi vasi drenano nel linfonodo gastroepiploico sinistro che a sua volta fa confluire la linfa nei linfonodi lienali, posti presso l'ilo della milza. La linfa drenata in tutto lo stomaco confluisce infine verso i linfonodi celiaci e da qui verso la cisterna del chilo.

### Innervazione
L'innervazione simpatica dello stomaco deriva dal plesso celiaco, dal plesso epatico e dai nervi splancnici grande e piccolo, corrispondenti ai rami anteriori dei nervi toracici da T5 a T12. I nervi del plesso celiaco raggiungono lo stomaco seguendo il decorso delle arterie, che innervano e circondano, per poi distribuirsi all'organo. Le ramificazioni nervose simpatiche derivanti dal plesso celiaco tendono a distribuirsi sulla faccia posteriore (inferiore) dello stomaco e presso l'antro mentre quelli del plesso epatico sulla faccia anteriore (superiore) e sul fondo. Il sistema simpatico dello stomaco è vasocostrittore per i suoi vasi, inibitore della muscolatura gastrica, mentre fa contrarre il piloro, trasmettono inoltre la sensibilità e il dolore.
L'innervazione parasimpatica dello stomaco deriva dai rami dei nervi vaghi anteriore e posteriore. Il nervo vago anteriore, che deriva dal nervo vago sinistro e dal plesso esofageo, è strettamente adeso allo strato muscolare esterno dell'esofago e si divide in rami epatici, gastrici e pilorici presso la piccola curvatura. Alcuni rami gastrici anteriori si distaccano dal vago anteriore per innervare fondo e parte del corpo dello stomaco (faccia superiore) mentre il ramo principale, detto nervo grande gastrico anteriore, decorre nel piccolo omento e la grande curvatura, emettendo rami per il corpo dello stomaco e per l'antro, il cui decorso segue quello delle arterie gastrica destra e sinistra, e poi rami verso il piloro (nervi pilorici). Il nervo vago posteriore decorre nella tonaca avventizia dell'esofago e vi è meno strettamente adeso. Emette rami gastrici che decorrono dietro il cardias e si distribuiscono alla faccia inferiore dello stomaco e dell'antro, e rami celiaci che si uniscono con il plesso celiaco. Altri plessi nervosi si trovano nella tonaca muscolare esterna (plesso di Auerbach) e nella sottomucosa (plesso di Meissner). Il parasimpatico dello stomaco è responsabile della motilità dello stomaco, della secrezione ghiandolare e del rilasciamento del piloro.

## Anatomia microscopica
Lo stomaco, come tutti gli organi del tratto gastrointestinale, possiede quattro tonache, rispettivamente, dalla più interna alla più esterna: mucosa, sottomucosa, muscolare e sierosa.

### Tonaca mucosa
La mucosa dello stomaco è formata da un epitelio superficiale che è a contatto con il lume dell'organo, da una lamina propria di tessuto connettivo e dalla muscolaris mucosae. Il suo colore varia dal rosso del fondo e del corpo dello stomaco, ad un rosso-rosato presso il piloro. La mucosa si solleva in pliche di forma differente a seconda della zona dello stomaco considerata, alcune di queste sono temporanee (fondo, antro pilorico), in questo caso sono rughe della sottomucosa che compaiono durante la contrazione, altre sono permanenti (corpo), in tal caso sono veri e propri ripiegamenti della mucosa.

#### Epitelio
L'epitelio di rivestimento è costituito da un epitelio cilindrico semplice monostratificato con funzione secernente e di rivestimento. Le cellule che lo costituiscono sono dette "mucoidi". Hanno una vita media di 3 giorni. Presentano un apparato del Golgi molto sviluppato in posizione perinucleare e un nucleo centrale. Dal lato cis dell'apparato del Golgi, si trovano numerose vescicole di protosecreto, contenenti i proteoglicani neutri caratteristici della secrezione mucosa di queste cellule. Questi proteoglicani svolgono la funzione di proteggere l'epitelio della mucosa dal pH acido e dall'azione degli enzimi dei succhi gastrici. Le secrezioni delle cellule epiteliali vengono indirizzate verso il polo apicale della cellula. L'epitelio presenta numerose invaginazioni del diametro di circa 0,2 mm e dal lume irregolare, dette fossette gastriche, alla base delle quali si aprono le ghiandole gastriche dello stomaco, che poi si approfondano nella lamina propria. Le ghiandole gastriche che riversano il loro secreto nelle cripte delle areole gastriche, sono distinte in tre diversi tipi: ghiandole cardiali, ghiandole gastriche principali, ghiandole piloriche. Le ghiandole gastriche differiscono per la struttura a seconda delle diverse regioni dello stomaco che si considerano.
Le ghiandole cardiali si trovano in una fascia di circa 3 cm dal cardias. Queste ghiandole sono tubulari semplici o tubulari composte e producono un secreto mucoso, contenente glicoproteine neutre. Frammiste alle ghiandole cardiali vi possono essere anche alcune ghiandole gastriche principali. Talvolta si riscontrano ghiandole di questo tipo nell'esofago, in tal caso costituiscono un'ectopia.
Le ghiandole gastriche principali si trovano nel fondo e nel corpo dello stomaco e sono le più diffuse nell'organo. Sono collocate all'interno delle fossette gastriche, per ciascuna fossetta vi sono dalle 3 alle 7 ghiandole tubulari. La parte di ciascuna ghiandola connessa con il fondo della fossetta gastrica è detta istmo, subito al di sotto di esso vi è il colletto, poi il corpo ed infine la base della ghiandola. Questa distinzione regionale è utile per comprendere la distribuzione delle cellule che concorrono a formare queste complesse ghiandole. Vi sono almeno cinque tipi di cellule in ciascuna ghiandola, alcuni di essi possiedono dei sottotipi.
- Le cellule mucose superficiali tappezzano le pareti della fossetta gastrica, sono diffuse quindi nell'istmo e della parte apicale del colletto. Possiedono una forma cilindrica ed allungata, con un orletto a spazzola evidente presso il polo apicale della cellula che sporge verso il lume e che è lo stesso in cui viene secreto il muco. Il nucleo, tondeggiante od ovale, si trova alla base della cellula, in posizione centrale si colloca uno sviluppato apparato di Golgi, mentre nella porzione apicale si concentrano grandi vescicole contenenti muco che stanno per essere secrete. Numerosi i mitoncondri, spesso dalla forma allungata e bastoncellare, piuttosto sviluppato il reticolo endoplasmatico liscio.
- Le cellule mucose del colletto costituiscono il tipo principale di cellule di questa zona della ghiandola gastrica. Possiedono una forma cilindrica, più tozza di quella delle cellule mucose superficiali oppure prismatica, ed un orletto a spazzola egualmente sviluppato. Il nucleo si presenta ovale, con l'asse maggiore perpendicolare rispetto a quello della cellula. L'apparato di Golgi si trova in posizione centrale ed è ben sviluppato, mentre il reticolo endoplasmatico liscio tende a concentrarsi attorno al nucleo, avvolgendolo. I mitocondri sono piuttosto numerosi e le vescicole di mucina, più piccole di quelle delle cellule mucose superficiali e con proteoglicani acidi chimicamente differenti, tendono a concentrarsi presso la zona apicale della cellula. Queste cellule vengono completamente sostituite ogni 3 giorni a causa dell'ambiente fortemente acido dello stomaco.
- Le cellule parietali - chiamate anche cellule ossintiche, cellule delomorfe o cellule chiare - sono disperse principalmente nel corpo della ghiandola gastrica, ma possono essere trovate più raramente anche nel colletto o nell'istmo. Sono cellule molto grandi, di forma piramidale e dalla struttura caratteristica, infatti la loro superficie apicale si invagina in numerosi canalicoli tappezzati da microvilli che contengono sulla membrana plasmatica pompe protoniche (H+) e del potassio (K+). Questi microvilli sembrano formarsi e scindersi in continuazione in base all'attività secretoria della cellula. I canalicoli sono collegati ad un sistema tubulo-vescicolare che pervade il citoplasma della cellula. Il flusso di protoni e di ioni cloro uscente dalle cellule parietali determina la loro funzione principale, cioè la secrezione di acido cloridrico, che concorre a mantenere il pH gastrico attorno a valori compresi tra 1 e 3. Le cellule parietali possiedono un citoplasma eosinofilo molto ricco di mitocondri, di reticolo endoplasmatico prevalentemente liscio, che si concentra alla base della cellula, mentre il nucleo è in posizione centrale e di forma tondeggiante. L'apparato di Golgi è presente ma non sviluppato quanto quello delle cellule mucose. Oltre a secernere acido cloridrico, producono il fattore intrinseco, una proteina essenziale per la cobalamina (vitamina B12). Vengono sostituite completamente ogni settimana.
- Le cellule principali - chiamate anche cellule peptiche, cellule zimogene, cellule adelomorfe o cellule scure - si trovano nella base e nel corpo delle ghiandole gastriche. Sono cellule di forma prismatica o cuboidale, con un orletto a spazzola meno sviluppato rispetto alle cellule mucose ed un citoplasma fortemente basofilo per l'abbondanza di ribosomi ed RNA. Il loro nucleo è tondeggiante od ovale, eucromatico, e posto nella zona basale della cellula, appena al di sopra del reticolo endoplasmatico rugoso che si concentra invece subito al di sotto del nucleo e ai suoi fianchi. Scarsi i mitocondri, mentre è piuttosto sviluppato l'apparato di Golgi. I granuli di zimogeno, tondeggianti ed elettrondensi, si concentrano nel polo apicale della cellula, ma possono essere facilmente riscontrati anche in posizione centrale, al di sopra del nucleo. Contengono gli enzimi digestivi pepsinogeno e lipasi.
- Le cellule neuroendocrine sono diffuse nella zona basale e nel corpo delle ghiandole gastriche, in ogni zona dello stomaco, cardias e piloro compresi. Hanno forma molto variabile, talvolta vagamente piramidale, possiedono nuclei di forma irregolare, anche se spesso tondeggianti. Nel citoplasma sono presenti mitocondri, un apparato di Golgi molto sviluppato, diverse cisterne di reticolo endoplasmatico rugoso. Piccole vescicole secretorie (0,3 µm di diametro) dal contenuto fortemente elettrondenso si concentrano in una zona vicina al nucleo. In base al contenuto vescicolare le cellule neuroendocrine dello stomaco si distinguono in cellule G (gastrina), cellule δ (somatostatina), cellule ECL (istamina). Secernono inoltre fattori che controllano la motilità del viscere e la secrezione ghiandolare.
- Le cellule staminali sono cellule indifferenziate, spesso si riscontrano in fase mitotica a livello dell'istmo e soprattutto del corpo delle ghiandole gastriche. Hanno forma cilindrica con un orletto a spazzola poco sviluppato. La loro posizione centrale nelle ghiandole gastriche permette loro di differenziarsi e migrare o verso l'istmo oppure verso la base della ghiandola, differenziandosi nelle diverse possibili cellule in base agli stimoli ricevuti dall'ambiente e dalle interazioni con le cellule vicine.

Le ghiandole piloriche sono ghiandole tubulari ramificate (generalmente costituite da 2-3 tubuli) situate alla base dell'antro pilorico. Sono costituite da cellule mucose, cellule neuroendocrine come le cellule G (che secernono la gastrina) ed altre che secernono serotonina, alcune cellule parietali e principali.

#### Lamina propria
La lamina propria è formata da tessuto connettivo lasso, fasci di fibre collagene ed elastiche, con fibrociti, macrofagi, granulociti eosinofili e plasmacellule. Nella lamina propria si trovano un grande numero di capillari sanguigni, aggregati di tessuto linfoide, talvolta sotto forma di veri e propri follicoli linfatici gastrici e plessi nervosi con terminazioni sensitive e motorie. È separata dall'epitelio da una membrana basale debolmente PAS-positiva.

#### Muscolaris mucosae
La muscolaris mucosae dello stomaco è uno strato di cellule muscolari lisce, situato al di sotto della lamina propria. Vi si distinguono tre strati, uno circolare interno che invia fasci di fibre muscolari lisce tra le ghiandole, facilitandone lo svuotamento del secreto nelle fossette e quindi nel lume gastrico, uno longitudinale che si continua con quello circolare interno ed infine uno circolare esterno, discontinuo rispetto agli altri due.

### Tonaca sottomucosa
La tonaca sottomucosa dello stomaco è costituita prevalentemente di connettivo lasso, con numerose fibre elastiche e fibre collagene. È abbondante e permette la formazione di pieghe transitorie della mucosa. Sono presenti macrofagi, granulociti eosinofili, linfociti, plasmacellule e fibroblasti. Gli elementi del sistema immunitario possono talvolta aggregarsi fino a formare dei veri e propri follicoli linfoidi con tanto di centro germinativo. Accoglie il plesso nervoso sottomucoso di Meissner.

### Tonaca muscolare
Lo stomaco possiede una complessa struttura muscolare liscia, che lo avvolge completamente in più strati. Lo strato interno è costituito da fibre muscolari lisce disposte obliquamente a partire da una regione chiamata collare di Helvetius, posto presso l'incisura cardiale. Le fibre scendono a partire dall'incisura cardiale sulla superficie anteriore del corpo dello stomaco fino a raggiungere l'antro pilorico. Si tratta però di fibre piuttosto sparse che non costituiscono uno strato particolarmente addensato. Lo strato muscolare medio presenta fibre dall'andamento circolare, che si avvolgono concentricamente presso il fondo dello stomaco, per poi fasciare il corpo dello stomaco, l'antro e il canale pilorico (continuandosi poi anche nel duodeno) in senso postero-anteriore. Lo strato muscolare esterno dello stomaco presenta fibre longitudinali. Le fibre muscolari esterne esofagee a livello del cardias si dividono in due grandi fasci, l'uno decorre lungo il fondo dello stomaco (andando a ricoprire la muscolatura circolare) e poi lungo la grande curvatura sino al canale pilorico, l'altro decorre lungo la piccola curvatura, per poi unirsi al precedente a livello del piloro, e proseguire quale un unico strato muscolare nel duodeno. Una finestra nella faccia anteriore dello stomaco rimane così priva dello strato longitudinale esterno ed è ricoperta solo da quello obliquo interno e dal circolare medio sovrastante. Il piloro è costituito da un ispessimento della muscolatura circolare media e da fibre oblique che si approfondano tra quelle circolari. Gli strati muscolari dello stomaco sono ricoperti dal peritoneo viscerale, con cui sono strettamente uniti. La contrazione muscolare è regolata da una rete di fibre nervose amieliniche del sistema nervoso enterico, localizzate tra gli strati muscolari a costituire il plesso mioenterico di Auerbach.

### Tonaca sierosa
La tonaca sierosa è formata dal peritoneo viscerale che si dispone a coprire quasi completamente lo stomaco. Essa è pertanto costituita da mesotelio e da uno strato sottomesoteliale di connettivo lasso con fibre elastiche e fibre collagene. La sierosa non è presente in corrispondenza delle inserzioni del grande omento e del piccolo omento sulla grande curvatura e sulla piccola curvatura, a causa della separazione dei foglietti del peritoneo da parte di vasi sanguigni e nervi. Vi è inoltre un'area triangolare dietro il cardias non ricoperta dal peritoneo e a diretto contatto con il diaframma.

## Fisiologia
Il ruolo principale dello stomaco è quello di digerire in filamenti lineari le molecole proteiche ingerite con l'alimentazione (denaturazione), mediante l'azione dell'acido cloridrico e di alcuni enzimi, al fine di consentirne poi l'assorbimento al livello dell'intestino tenue.

### Motilità gastrica
Lo stomaco ha la funzione di immagazzinare il cibo ingerito in attesa della sua digestione, rimescolarlo al suo interno tramite i suoi movimenti ed infine convogliarlo gradualmente sotto forma di chimo nel duodeno e poi nel resto dell'apparato digerente. Il cibo in entrata nello stomaco per effetto della motilità gastrica e della forza di gravità si dispone sopra quello ingerito precedentemente, in quella che viene considerata fisiologicamente la porzione "orale" dello stomaco, cioè il fondo e i due terzi superiori del corpo. Tramite terminazioni sensitive che terminano nel tronco encefalico e fibre efferenti diretta di nuovo allo stomaco (riflesso "vago-vagale") questo avverte il suo grado di riempimento, riducendo il suo tono muscolare e facilitando la sua distensione se vi è cibo in entrata. Lo stomaco è capace di contenere sino a 1,5 litri di chimo.
Il cibo, dopo essere stato attaccato dall'acido cloridrico e dagli enzimi gastrici si trasforma in una sostanza semifluida e opaca di consistenza differente (a seconda della quantità d'acqua in rapporto alla consistenza del cibo ingerito) detta chimo. Il succo gastrico che è parte integrante del chimo è secreto dalle ghiandole gastriche poste in tutte le pareti dello stomaco fatta eccezione per una minima parte della piccola curvatura.
Nello stomaco si generano ogni 15-20 secondi deboli onde di rimescolamento (onde peristaltiche) che si propagano dal corpo all'antro, divenendo progressivamente più intense. Le onde di rimescolamento si generano a partire da onde lente derivanti dalla capacità intrinseca della muscolatura liscia dello stomaco di mantenere un ritmo elettrico basale, costituito da fluttuazioni nel potenziale di membrana delle fibrocellule muscolari lisce dell'ordine di 5-15 mV. Alcune onde di rimescolamento sono particolarmente intense e, propagandosi in tutte le direzioni, originano una contrazione peristaltica circolare che spinge il cibo dal corpo dello stomaco verso l'antro e il piloro. Le contrazioni peristaltiche sono generate da potenziali d'azione a differenza delle onde lente. In quest'ultimo caso però la contrazione non fa passare significative quantità di chimo dall'antro al duodeno attraverso il piloro dal momento che questo è particolarmente stretto e le onde di rimescolamento hanno come effetto la sua contrazione piuttosto che la sua distensione. Così la stragrande maggioranza del chimo tende ad essere spinto di nuovo indietro verso l'antro o verso il corpo invece che nel duodeno. Sebbene solo una piccolissima parte del chimo precedentemente presente nello stomaco passa nel duodeno dopo ciascuna contrazione peristaltica circolare il processo è utile per il rimescolamento gastrico. Le contrazioni peristaltiche circolari antrali sono invece le principali responsabili dello svuotamento gastrico. Si tratta di onde che originano nell'antro dello stomaco e si propagano verso il piloro, tendendo con il tempo ad originare sempre più in alto nello stomaco raggiungendo il corpo. Questa particolare motilità consente la spinta progressiva del cibo presente nel corpo verso l'antro. Sebbene anche in questo caso solo pochi millilitri di chimo oltrepassano il piloro è da considerare che queste onde si ripetono nel tempo e poco a poco riescono a svuotare lo stomaco. Oltre a ciò, tramite il chimo "respinto" dalla barriera costituita dal piloro, collaborano nel rimescolamento gastrico. Un altro tipo di contrazioni peristaltiche ritmiche caratteristiche del corpo dello stomaco sono le contrazioni da fame. Come è facile intuire dal loro nome e dall'esperienza comune, si tratta di contrazioni muscolari che si verificano quando lo stomaco è privato di cibo da digerire per molte ore o giorni. Le contrazioni da fame possono sovrapporsi generando un'unica contrazione tetanica che può durare per diversi minuti ed essere causa di dolore per il soggetto (i cosiddetti "morsi della fame").
Il piloro è lo sfintere dello stomaco, una struttura dove lo strato di muscolatura circolare raddoppia il proprio spessore rispetto al resto dello stomaco. Il piloro è quasi sempre leggermente contratto ma non è mai completamente chiuso e i liquidi lo possono attraversare facilmente a differenza del cibo non ancora ben digerito e trasformato in un chimo della giusta consistenza semifluida. Lo svuotamento gastrico è determinato principalmente da segnali provenienti dal duodeno e dallo stomaco ed è regolato in modo tale che la velocità di svuotamento sia adatta alle capacità di assorbimento dell'intestino tenue. Un aumentato contenuto gastrico dovuto ad esempio all'ingestione di cibo facilita lo svuotamento poiché la distensione delle pareti gastriche dovuta all'ingresso del cibo attiva il plesso mionterico che incrementa la frequenza delle contrazioni peristaltiche circolari antrali e la distensione del piloro. Un secondo fattore che aiuta lo svuotamento gastrico è la secrezione della gastrina che viene incrementata quando le pareti gastriche sono distese dal cibo e quando vengono digerite proteine. La gastrina incrementa modestamente la motilità gastrica ed in particolare le contrazioni peristaltiche circolari dell'antro, promuove inoltre la secrezione ghiandolare delle pareti dello stomaco. I fattori duodenali che scatenano lo svuotamento gastrico ne sono i principali responsabili. Tre tipi di riflessi originano dalle pareti del duodeno ed agiscono inibendo lo svuotamento gastrico. Una prima modalità è l'attivazione del sistema nervoso enterico del duodeno che dà origine a riflessi enterogastrici inibitori. Questa attivazione può avere luogo in base a vari fattori quali il grado di distensione delle pareti duodenali, il pH eccessivamente acido, la quantità o l'osmolarità del chimo in entrata nel duodeno, la presenza significativa di prodotti del catabolismo proteico e di lipidi, l'irritazione della mucosa gastrica. È possibile poi l'inibizione da fibre estrinseche che raggiungono il midollo spinale per poi portarsi ai gangli ortosimpatici paravertebrali e quindi alle pareti dello stomaco mediante fibre inibitorie del simpatico; infine una terza modalità, di minore importanza, attraverso fibre vagali che si portano al tronco encefalico e che ivi inibiscono gli stimoli eccitatori dello stesso nervo vago. Tutti i tre tipi agiscono inibendo le contrazioni peristaltiche circolari e facendo contrarre il piloro.

### Secrezione ghiandolare
La digestione proteica è svolta dagli enzimi litici, chimosina chiamata anche rennina o labfermento in quanto specifica per la caseina del latte, dalla presenza di una leggera Lipasi gastrica e dalla pepsina (le proteine vengono scomposte in catene più piccole, dette polipeptidi). Inoltre vi è l'assorbimento dell'acqua, di alcuni ioni e composti liposolubili quali l'alcol, l'acido acetilsalicilico, la caffeina e non meno importante la sterilizzazione del cibo ingerito sempre da parte dell'acido cloridrico. La pepsina lavora solamente in ambiente a basso pH. Questo viene garantito sempre dalla presenza dell'acido cloridrico. L'insieme di tutti questi elementi è detto succo gastrico, che viene azionato anche solo se pensiamo di mangiare (infatti viene "l'acquolina", cioè viene stimolata la salivazione). Le pareti dello stomaco, in assenza di fattori protettivi, verrebbero danneggiate per colpa dell'acidità intrinseca del succo gastrico, ma lo stomaco secerne una sostanza, la mucina, che evita questo problema. La spessa muscolatura garantisce infine i movimenti di rimescolamento degli alimenti, che durante la permanenza nello stomaco, che può variare da una a tre ore, si trasformano in chimo.
Un'altra funzione è l'assorbimento che inizia nelle cellule dello stomaco: l'assorbimento è minimo, vengono assorbiti una quantità minima di acqua, alcuni acidi grassi di catena corta, e alcuni farmaci come aspirina e infine viene assorbito l'alcol.

## Patologie
Lo stomaco è uno degli organi più soggetti a neoplasia, circa il 23% di tutte le neoplasie (in Europa), questo sembra essere favorito dall'uso di sale e cibi affumicati.

Oltre le neoplasie l'organo è soggetto anche ad altre malattie tipo gastriti e correlate ulcere.

Tra i medici studiosi di malattie dello stomaco vi fu William Brinton.